# Simfonia núm. 40 (Mozart)
La Simfonia núm. 40 en sol menor, K. 550, és una simfonia de Wolfgang Amadeus Mozart el qual finalitzà la seva composició el 25 de juliol de 1788. Va ser la seva penúltima simfonia.
Aquesta simfonia és considerada com la "gran" simfonia en sol menor, tot distingint-la de la "petita" Simfonia núm. 25, també en sol menor. Les dues són les úniques simfonies en el mode menor que Mozart va compondre, amb la possible excepció d'una primerenca simfonia en la menor redescoberta recentment, que és coneguda com la Simfonia Odense.

## Composició i dubtes sobre l'estrena
La composició de Simfonia núm. 40 es va realitzar en un període excepcionalment productiu de Mozart, ja que en els mesos d'estiu del 1788, va completar també la Simfonia núm. 39 i la núm. 41, el 26 de juny i el 10 d'agost, respectivament.
Com també passa amb la Simfonia núm. 41, no es coneix cap prova documental sòlida que confirmi que la Simfonia núm. 40 es va estrenar en vida de Mozart. Tanmateix, com assenyala Zaslaw (1983), les proves circumstancials semblen indicar que sí que es va fer. En diverses ocasions fins a la mort del Mozart, es realitzaren concerts simfònics on es presentava la música de Mozart, incloent-hi concerts en els quals els programes han sobreviscut, entre els quals s'inclou una simfonia "desconeguda" on no es descriu ni dates ni tonalitats. Aquests inclouen concerts a:
- Dresden, 14 d'abril de 1789, durant el viatge a Berlín de Mozart.
- Leipzig, 12 de maig de 1789, en el mateix viatge a Berlín.
- Frankfurt, 15 d'octubre de 1790

Existeixen còpies del cartell d'un concert donat per la Tonkünstlersocietät (La Societat de Músics) el 17 d'abril de 1791 al Burgtheater de Viena, dirigit pel col·lega de Mozart, Antonio Salieri. La primera obra del programa s'anunciava com Una Gran Simfonia composta per Herr Mozart.
Més important és el fet que Mozart va revisar la seva simfonia; els manuscrits de les dues versions encara existeixen. Com Zaslaw comenta, això «demostra que [la simfonia] va ser interpretada, perquè Mozart no s'hauria dedicat a la feina d'afegir els clarinets i reescriure les flautes i oboès per acollir-los, si no l'hagués escoltat en una actuació en directe». L'orquestra del concert de Viena de 1791 incloïa els germans clarinetistes Johann i Anton Stadler i, com Zaslaw assenyala, limita les possibilitats només a la Simfonia núm. 39 i a la núm. 41. Zaslaw afegeix: «La versió sense clarinets també s'ha d'haver realitzat, perquè la versió reorquestrada de dos passatges en el moviment lent, que existeix de la mà de Mozart, ha d'haver resultat que hagi sentit l'obra i haver descobert que algun aspecte necessitava corregir-se».
Probablement les tres simfonies s'escrigueren per ser interpretades en uns concerts projectats. Segons Otto Erich Deutsch, en aquesta època, Mozart estava preparant una sèrie de concerts en un casino nou al Spiegelgasse dirigit per Philipp Otto i, el mateix Mozart, va enviar un parell d'entrades al seu amic Michael Puchberg. Però no s'ha arribat a saber si la sèrie de concert es va realitzar, o es va anul·lar per manca d'interès. Zaslaw suggereix que només el primer dels tres concerts va poder-se realitzar.

## Música
La simfonia, en la seva versió revisada, està escrita per a una orquestra amb: flauta, 2 oboès, 2 clarinets, 2 fagots, 2 trompes, i corda. Cal destacar l'absència de trompetes i timbales.
L'obra consta de quatre moviments, en l'alternança habitual de moviment ràpid, moviment lent, minuet i moviment ràpid d'una simfonia del classicisme:
1. Molto allegro
2. Andante
3. Menuetto: Trio
4. Allegro assai

Tots els moviments, excepte el tercer, estan en la forma sonata; el minuet i trio està en la forma ternària habitual.
El primer moviment comença amb un clima fosc, no tant amb el primer tema com en l'acompanyament, tocat pels instruments de corda més greus, i amb les violes dividides. La tècnica de començar una obra amb un acompanyament orquestral no va ser utilitzat per Mozart fins al seu darrer concert per a piano (KV. 595), una fórmula que, més tard, es convertia en habitual durant el romanticisme musical. Trobem exemples en les obertures del Concert per a violí de Mendelssohn i el Concert per a piano núm. 3 (Rakhmàninov) de Rakhmàninov.
El primer tema és molt conegut:
El segon moviment és un peça lírica en compàs de 6/8. Està en la tonalitat de mi bemoll major, el to relatiu principal de la tonalitat principal (sol menor).
El minuet comença amb un intens ritme d'hemiòlia; en general, es considera que mentre la música s'etiqueta com a "minuet", en canvi és poc ballable. La secció del trio en la tonalitat de sol major, contrasta per la suavitat i la gentilesa del seu ambient. Pel que fa als instruments, hi ha una alternança entre la secció de corda i de vent.
El quart moviment està escrit, en una gran part, en frases de vuit compassos, i segueix la tendència general en els finals de simfonies dels classicisme de cercar la perpendicularitat rítmica.
A l'inici del de desenvolupament del tema, hi ha un passatge que modulà de manera notable, i "desestabilitza" la sensació tonal, passant per molts tons diferents de l'escala cromàtica. L'única nota exclosa és el sol natural, que és la tònica.

## Crítica
La Simfonia núm. 40 ha provocat opinions molt diverses entre els crítics. Robert Schumann parla de "lluminositat grega i gràcia". Donald Francis Tovey hi veia el caràcter d'òpera buffa. Tanmateix, la percepció més comuna actualment és que és una simfonia tràgica en el to i intensament emocional; per exemple, Charles Rosen descriu la simfonia com «una obra plena de passió, violència, i dolor».
Encara que les interpretacions difereixen, la simfonia és inqüestionablement una de les obres més admirades de Mozart, i s'interpreta i enregistra freqüentment.

## Influències en Beethoven i Schubert
Ludwig van Beethoven coneixia molt bé aquesta simfonia i en va copiar 29 compassos en un del seu quaderns. Es creu que el tema inicial de l'últim moviment pot haver inspirat Beethoven en la composició del tercer moviment de la seva Simfonia núm. 5. A més a més, el moviment d'obertura de la Sonata per a piano Op. 2, núm. 1 en fa menor sembla que repeteixi alguns dels motius rítmics trobats en el moviment final de la simfonia de Mozart.
Unes quantes obres de Franz Schubert, incloent-hi un dels seus quartets de corda i, especialment, el minuet de la seva Cinquena Simfonia, mostren també una certa influència de la Simfonia núm. 40, encara que al minuet de Schubert li falten una part de les complexitats rítmiques i contrapuntístiques de Mozart.